# 中山勝時
中山 勝時（なかやま かつとき、? - 天正10年6月2日（1582年6月21日）は戦国時代の武将。通称は五郎左衛門。刑部大輔もしくは民部大輔。妻は水野忠政の娘（『知多郡史』では、水野信元の女婿としている）。

## 略歴
中山重時の子として生まれる。
水野忠政、信元父子に属し、のち織田信長に仕えた。
水野信元は、於大の方（徳川家康の母）を松平広忠と離別させ、久松氏に嫁がせると、天文12年（1543年）、宮津の新海淳尚を攻め滅ぼし、岩滑城に勝時を入れた。
某年、死去（『寛政重修諸家譜』）。『尾張志』などは、天正10年（1582年）6月2日、京都・二条城で、織田信忠と共に討死したとしている。法名は宗也。高野山に葬られた。

## 勝時以前の中山氏
『尾張志』では、藤原兼家の後胤と伝えている。『寛政重修諸家譜』では、中山顕時（中納言）の後裔としている。
『知多郡史』では、洞迫（）（桶迫間）から来たものと推測している。日観が下総国・法華寺からこの地に伴ってきたと伝える。

## 子・子孫

### 中山光勝
勝時の子に「五郎左衛門」某とされるものがあり、これを「光勝」と記述するものもある。ただし、「光勝」と記述する文献はいずれも尾張藩士中山家所蔵の文書を出典としており、この文書は「やなべのあゆみ」で紹介されているように、作成に際し「尾陽雑記」所収の系図を参照していることから、この名は先祖の系にあらわれる「光」と「勝時」から合成されたものと考えられる。また、「寛永諸家系図伝」には勝時の諱が示されておらず、この系譜集の編纂の始まる寛永18年（1641年）頃には、その名前が当時の中山家の記録に存在しなかったようである。この理由として、某（光勝）の血筋は中山家の傍系であり、かつ、その子（重盛）が延宝3年（1675年）に尾張藩士「安井家」から改姓した養子であるため、記録が残っていなかったと考えられる。

### 中山盛信
勝時の子・源右衛門「盛信」は水野忠重に仕え、その子孫は備後福山藩水野家に4代に渡り家老として仕えている。初代中山将監「重盛」（正保2年（1645年）卒）、二代又兵衛「重治」（明暦2年（1656年）卒）、三代将監「重澄」（元禄元年（1688年）卒）、四代外記「重直」（正徳4年（1714年）卒）である。ただし、彼らと「勝時」との関係は文献に記されていない。水野忠重の家臣であった勝時の子が忠重の死後（慶長5年（1600年））に水野勝成に仕え、血縁関係にある水野家の重臣を勤めたと思われる。なお、「水野家在城時代諸臣分限帳」には「御家老」として次の4名が挙げられている。
- 水野玄蕃　3000石
- 中山外記　2000石
- 小場兵左衛門　1000石
- 上田四郎左衛門　900石

このうち福山改易後に結城藩に仕官できたのは小場家のみで、他の三家は浪人となることを余儀なくされ、外記「重直」は京都において没したという。

### その他
勝時の子のうち、猪右衛門「勝政」、三男「勝尚」は共に織田信雄に仕えた後、天正18年（1590年）に徳川家康から上総国望陀郡に500石を与えられている。勝政、勝尚の子孫は旗本となり、その中から出雲守「時春」（寛保1年（1741年卒））「時庸」（ときつね、宝暦12年（1762年）卒）など大坂町奉行を務めた者が出ている。
勝時の五男・長圓は大御堂寺の住職となった。母は、於大の方の妹。『知多郡史』は、長圓を同寺の中興の祖としている。
また、尾張藩士に中山姓を名乗る家があり、これは安井長高の子・瀬左衛門長清が母方の姓を名乗ったものであるが、この瀬左衛門の母は、勝時の三男・五平次「勝尚」の子「勝秀」の娘であるとの説もあり、真偽は定かではない。また「寛永諸家系図伝」「寛政譜」共に「勝秀」の名はない。五平次「勝尚」（慶長7年（1602年)卒）の子として記されているのは「勝信」（寛文2年（1662年）卒）と女子1人である。その子孫・七大夫和清は長沼流兵学を修めて「前後千を以て数ふ」門弟がいたとされる。
明治の末裔・元若は、岩滑に居住し、家族ぐるみで新美南吉と親交があった。幼き日の新美南吉に民話を語って聞かせ、影響を与えたのは、元若の妻しゑであったといわれる。彼の童話「ごんぎつね」に「中山さま」が登場するのはこうした背景があったからであろう。

## 親族
桶狭間の戦い後、今川義元ら戦没者のための引導供養の大導師を務めた、曹源寺（現・豊明市大脇）二世の快翁龍喜和尚は、中山勝時の叔父あるいは大叔父にあたるという。